# Civett
Civett eller afrikansk sibetkatt (Civettictis civetta) är ett rovdjur i underfamiljen sibetkatter som tillhör familjen viverrider. Djuret är den enda arten i sitt släkte.

## Kännetecken
Den afrikanska sibetkatten har vanligtvis en silvergrå päls med svarta remsor eller med prickar som bildar strimmor. Det förekommer stora variationer angående djurets mönstring och det finns även individer med melanism. Extremiteterna och den bakre hälften av svansen är oftast svarta och även i ansiktet finns svarta markeringar som påminner om tvättbjörnar. Kännetecknande är en lång man på djurets rygg som kan ställas upprätt.
Kroppslängden av vuxna djur ligger mellan 67 och 90 centimeter. Därtill kommer en 35 till 47 centimeter lång svans. Vikten varierar mellan 7 och 15 kilogram och når ibland 20 kg. Mankhöjden ligger mellan 35 och 43 centimeter.

## Utbredning och habitat
Arten förekommer i stora delar av Afrika. Utbredningsområdet sträcker sig från Senegal och Somalia till Namibia och nordöstra Sydafrika. De finns i ett stort antal habitat, bland annat i savanner och skogar. I de senare behöver de högt gräs som undervegetation för att gömma sig. De undviker allt för torra regioner och iakttas ofta i vattnets närhet.

## Levnadssätt
Dessa djur lever huvudsakligen i träd. De vistas sällan på marken men har bra förmåga att simma. Oftast är de aktiva på natten men de kan även vara aktiva på gryningen eller under molniga dagar på dagen. De vilar vanligtvis gömda i tät vegetation. Varje individ lever utanför parningstiden ensam. De har avgränsade revir som markeras med starkt luktande vätska från körtlarna. Vätskan används av människor för att framställa parfym och kallas då sibetolja.

## Födan
Sibetkatten är allätare. Deras huvudsakliga föda utgörs av andra djur som gnagare, fåglar och insekter. De äter till och med några ämnen som undviks av de flesta andra däggdjur, till exempel några mångfotingar och as efter en tid med förruttnelse. Dessutom äter de ibland frukter och rötter.

## Fortplantning
Honan kan vara dräktig två eller tre gånger per år. Efter dräktigheten som varar i 60 till 72 dagar föder honan ett till fyra (oftast två eller tre) ungdjur. Ungdjuren föds med päls och de är i jämförelse med andra djur i underordningen Feliformia bra utvecklade. Efter 14 till 20 veckor sluter honan att ge di och efter cirka ett år är ungarna könsmogna. Livslängden uppskattas med 15 till 20 år.

## Afrikansk sibetkatt och människor
För att lätt komma åt sibetoljan hölls tidigare sibetkatter i bur. Idag framställs ämnet i stort sett konstgjort. Enligt obekräftade informationer finns i Etiopien större farmer med afrikanska sibetkatter kvar.
Civettictis civetta förekommer i ett stort område och räknas inte till de hotade arterna.

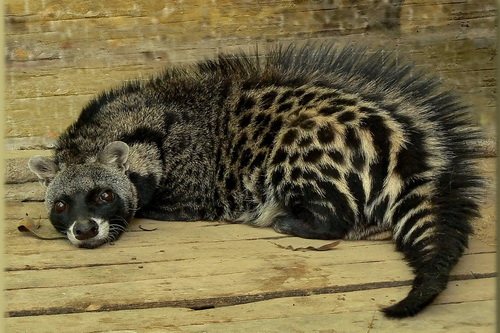